# Stomatopora rugosa
Stomatopora rugosa är en mossdjursart som beskrevs av Brood 1976. Stomatopora rugosa ingår i släktet Stomatopora och familjen Stomatoporidae. Inga underarter finns listade i Catalogue of Life.